# Stanisław Sierakowski (zm. 1596)
Stanisław Sierakowski herbu Ogończyk (ur. w 1534 roku – zm. 20 grudnia 1596 roku) – kasztelan lądzki w latach 1577–1596, kasztelan kowalski w latach 1572–1576, kasztelan rypiński w latach 1568–1569, podkomorzy dobrzyński w latach 1563–1565, chorąży brzeskokujawski w latach 1559–1560, starosta przedecki w latach 1576–1596.
Był wyznawcą kalwinizmu. 
Poseł na sejm warszawski 1563/1564 roku i 1569 roku z ziemi dobrzyńskiej. Podpisał akt unii lubelskiej. Poseł na sejm 1572, 1585 i 1592 roku z województwa brzeskokujawskiego. Podpisał konfederację warszawską 1573 roku. Poseł na sejm koronacyjny 1575 roku z województwa brzeskokujawskiego. Poseł województw brzeskokujawskiego i inowrocławskiego na sejm koronacyjny 1574 roku, sejm konwokacyjny 1574 roku. Poseł województwa poznańskiego na sejm 1576/1577 roku. 